# 让·科
让·科（法語：Jean Cau，1875年3月27日—1921年），生于图尔宽，法国男子赛艇运动员。他曾代表法国参加1900年夏季奥林匹克运动会赛艇比赛，获得男子四人单桨有舵手金牌。